# Честерфилд (Јужна Каролина)
Честерфилд (енгл. Chesterfield) град је у америчкој савезној држави Јужна Каролина.

## Демографија
По попису из 2010. године број становника је 1.472, што је 154 (11,7%) становника више него 2000. године.
| Група             | 2000.       | 2010.       |
| Белци             | 845 (64,1%) | 867 (58,9%) |
| Афроамериканци    | 457 (34,7%) | 561 (38,1%) |
| Азијати           | 1 (0,1%)    | 9 (0,6%)    |
| Хиспаноамериканци | 11 (0,8%)   | 23 (1,6%)   |
| Укупно            | 1.318       | 1.472       |